# Гірник (професія)

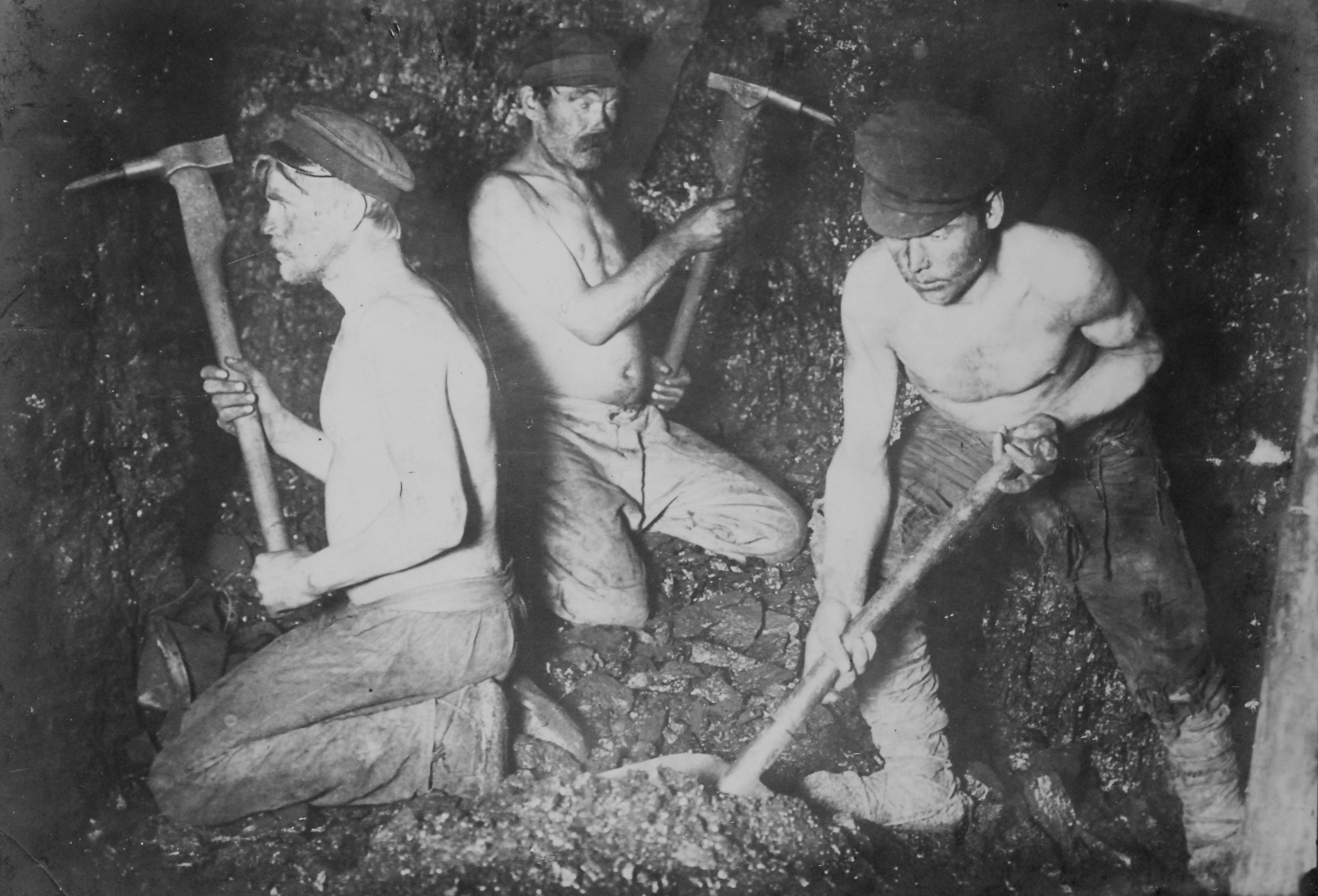
Гірники у шахті

Гірни́к — працівник, що видобуває руду, вугілля, крейду, глину чи інші корисні копалини із землі. Цей термін використовується у двох значеннях. У найвужчому розумінні гірник — це той, хто працює на породі; різання, вибухові роботи або інші роботи та видалення каменю. У ширшому розумінні, «гірник» — це будь-хто, хто працює в шахті, а не просто робітник на породі.
- Робітник гірничої промисловості.
- Гірничий інженер або слухач гірничого навчального закладу.

- Працівників вугільних шахт називають шахтарями.
- В давнину робітників, що займались видобуванням корисних копалин, також називали рудокопами.

## З історії зображення гірників
Найдавнішим зображенням праці гірників, яке дійшло до нашого часу, є глиняна табличка VII ст. до Р.Х., знайдена в святилищі Посейдона поблизу Коринфа (Греція). На ній відтворено ямну розробку глини: ліворуч гірник підіймає кайло, щоб у наступну мить відбити шматок глини від стінки виробки, на дні ями хлопчик навколішки збирає грудки в кошик, праворуч – чоловік передає хлопцеві важку посудину з глиною; для повноти композиції посередині зображена амфора з водою. Цікаво, що на багатьох табличках із храму Посейдона, де були зображені різні ремесла, гірництво представлено видобутком глин (свідчення значної поширеності саме цих гірничих робіт).

## У культурі

### Пісні
- OT VINTA - 16 ТОНН
- 16 тонн